# برج اوته‌ماچی
برج اوته‌ماچی (به ژاپنی: 大手町タワ) یک ساختمان بلند مرتبه اداری با امکانات مجتمع خرده فروشی و رستوران واقع در منطقه اقتصادی اوته‌ماچی چیودا-کو، توکیو است. برج ۳۸ طبقه به عنوان مقر میزوهو بانک خدمت می‌کند.